# Günther Goller
Günther Goller (* 18. September 1928 in Sillian; † 16. September 2017 in Wien) war ein österreichischer Politiker (ÖVP). Goller war Stadtrat in Wien und Klubobmann der Wiener Volkspartei.

## Ausbildung und Beruf
Goller wurde als Sohn eines Osttiroler Tierarztes geboren und besuchte fünf Klassen der Volksschule in Sillian. Danach wechselte er 1939 an die Oberschule in Lienz, wo er sechs Klassen absolvierte. 1945 setzte Goller seine Ausbildung am Bischöflichen Gymnasium Paulinum in Schwaz fort, wo er 1947 maturierte. Goller ging 1947 nach Wien und studierte zwei Semester an der tierärztlichen Hochschule. Danach wechselte er an die Universität Wien und studierte Orientalistik an der Philosophischen Fakultät. 1953 promovierte Goller zum Dr. phil., wobei sein Hauptfach Turkologie und sein Nebenfach Islamkunde gewesen war. Danach studierte Goller zudem Rechtswissenschaften an der Juridischen Fakultät.
Goller wurde 1950 als wissenschaftliche Hilfskraft am „Orientalischen Institut“ der Universität Wien angestellt, schied jedoch 1956 auf eigenen Wunsch aus der wissenschaftlichen Laufbahn aus. Er trat 1956 in den Dienst der Landesparteileitung der ÖVP-Wien und hatte zwischen 1959 und 1983 die Funktion eines Klubsekretärs inne. Goller war Ritter des Souveränen Malteserordens und seit 1947 Mitglied der katholischen Studentenverbindung KÖHV Rugia Wien im ÖCV.

## Politik
Goller wurde am 27. April 1969 als Abgeordneter zum Wiener Landtag und Mitglied des Wiener Gemeinderats angelobt, dem er bis zum 29. Oktober 1990 durchgehend angehörte. Goller hatte dabei ab 1972 ein Direktmandat im Wahlkreis Wien-Landstraße inne. Goller war insbesondere in den Ausschüssen „Gesundheitswesen“, „Verschiedene Rechtsangelegenheiten“ und „Finanzen und Wirtschaftspolitik“ sowie im „Kontrollausschuss“ tätig. Ab dem 23. November 1973 gehörte Goller auch der Wiener Landesregierung und dem Wiener Stadtsenat an, blieb jedoch auf Grund der SPÖ-Alleinregierung ohne Ressort. Goller war Mitglied in den Landesregierungen Gratz II und Gratz III und schied mit der Angelobung der Nachfolgeregierung am 27. Mai 1983 aus dem Amt des Stadtrates aus. Er war in der Folge zwischen 1983 und 1990 Klubobmann der ÖVP im Gemeinderat und Landtag.
Zwei Tage vor seinem 89. Geburtstag starb Goller in Wien. Er wurde am Wiener Zentralfriedhof bestattet.

## Auszeichnungen
- Großes Goldenes Ehrenzeichen für Verdienste um das Land Wien (1986)
- Bürger ehrenhalber der Stadt Wien (1996)
- Benennung des Günther-Goller-Weges in Wien-Landstraße (2021)